# دايفيد هيرنانديز (مغني)
دايفيد هيرنانديز (بالإنجليزية: David Hernandez) هو مغني أمريكي، ولد في 31 مايو 1983 في فينيكس في الولايات المتحدة.